# Lupin III - Ruba il dizionario di Napoleone!
Lupin III - Ruba il dizionario di Napoleone! (ルパン三世 ナポレオンの辞書を奪え?, Rupan Sansei - Naporeon no jisho o ubae) è il terzo special d'animazione giapponese con protagonista Lupin III, il famoso ladro creato da Monkey Punch, trasmesso per la prima volta in Giappone su Nippon Television il 9 agosto 1991. Per la televisione il film ha assunto il titolo Lupin III - Il tesoro degli avi alla prima TV del 1991 (usato anche in home video), cambiato nelle repliche dal 2001 in poi in L'impero dei Lupin. Per il mercato home video il film è stato anche rinominato Lupin III - Il dizionario di Napoleone.

## Trama
Lupin vuole rubare un tesoro che è appartenuto a suo nonno e a suo padre, e il modo per trovarlo è scritto nel dizionario di Napoleone, messo in premio al vincitore di una gara automobilistica. Il problema è che lo stesso tesoro è ambito anche dai Paesi del G7, la cui economia è sull'orlo del tracollo a causa della Guerra del Golfo, e che sperano di usarlo per risanare il proprio bilancio. Lupin quindi, oltre a tentare di recuperare il dizionario, dovrà anche preoccuparsi di sfuggire ai servizi segreti di tutto il mondo, intenzionati a catturarlo per farsi rivelare il segreto del tesoro.

## Doppiaggio
| Personaggio               | Doppiatore originale | Doppiatore italiano |
| ------------------------- | -------------------- | ------------------- |
| Lupin III                 | Yasuo Yamada         | Roberto Del Giudice |
| Daisuke Jigen             | Kiyoshi Kobayashi    | Sandro Pellegrini   |
| Fujiko Mine               | Eiko Masuyama        | Alessandra Korompay |
| Goemon Ishikawa XIII      | Makio Inoue          | Antonio Palumbo     |
| Ispettore Koichi Zenigata | Gorō Naya            | Rodolfo Baldini     |
| Chieko Kido               | Keiko Toda           | Paola Valentini     |
| Heker                     | Tooru Ōhira          | Vittorio Di Prima   |
| Umibe                     | Yousuke Akimoto      |                     |
| Robert Hawk               | Kei Yoshimizu        | Diego Reggente      |
| Eric                      | Sho Hayami           |                     |
| McCallum                  | Akio Otsuka          | Elio Marconato      |
| Marchinbeck               | Tamio Ōki            | Dante Biagioni      |

- Doppiaggio italiano
  - Casa di doppiaggio: MI.TO. Film
  - Direttore del doppiaggio: Vittorio Di Prima
  - Assistente al doppiaggio: Juri Bedini
  - Adattamento e dialoghi: Graziella Pellegrini
  - Nota: il nome di Fujiko Mine è pronunciato per la prima volta come in originale, "Mine" e non "Main". Tuttavia, successivamente è stato ripristinato "Main" fino allo special Lupin III - Le tattiche degli angeli. Dall'OAV Green vs Red del 2008 e dallo special Lupin III - La lampada di Aladino, doppiati entrambi nel 2009, viene ripristinata la pronuncia corretta "Mine", che per le serie esordisce nello spin-off Lupin the Third - La donna chiamata Fujiko Mine.

## Edizioni home video

### VHS
Sia Medusa Video, col titolo "Il tesoro degli avi", sia Dynamic Italia, col titolo "Ruba il dizionario di Napoleone!", hanno pubblicato il film in VHS.

### DVD
Il DVD dello special è stato pubblicato il 7 luglio 2004 dalla Dynit, col titolo "Ruba il dizionario di Napoleone!", e ristampato il 16 luglio 2008 dalla Yamato Video, col titolo "Il dizionario di Napoleone". In edicola è stato distribuito sia da De Agostini, come "Ruba il dizionario di Napoleone!", che il 27 aprile 2012 da La Gazzetta dello Sport, come "Il dizionario di Napoleone".

### Blu-ray Disc
In Giappone il film è stato rimasterizzato in alta definizione e venduto in formato Blu-ray Disc all'interno della raccolta LUPIN THE BOX - TV Special BD Collection (LUPIN THE BOX ~ TV スペシャルBDコレクション~?).

## Colonna sonora
Lupin The Third Naporeon no jisho o ubae Original Soundtrack (VAP 21/10/00 VPCG-84711)
La colonna sonora dello special è stata composta da Yūji Ōno.
La canzone d'apertura è Rupan Sansei no Theme '89 (THEME FROM LUPIN III '89) e quella di chiusura è Chasing the Endless Dream.